# Шимперский, Адольф
Адольф Шимперский (чеш. Adolf Šimperský; 5 августа 1909, Бржезнице — 15 февраля 1964, Чехословакия) — чехословацкий футболист, известный по выступлениям за пражскую «Славию» и сборную Чехословакии. Участник Чемпионата мира по футболу 1934. С 1930 по 1933, провёл 10 матчей за сборную Чехословакии.

## Биография

#### Клубная карьера
На профессиональном уровне дебютировал за пражскую «Славию», в которой провёл девять сезонов и семь раз становился чемпионом Чехословакии. Завершил карьеру в клубе «Баник» из Остравы, где выступал с 1937 по 1938 год.

##### Карьера в сборной
За национальную сборную дебютировал в 1 января 1930 года в товарищеском матче против сборной Испании. На Чемпионате мира по футболу 1934 выступала в качестве запасного, не проведя на турнире ни одного матча. 

## Достижения
«Спарта» (Прага)
- Чемпионат Чехословакии (7): 1928/1929, 1929/1930, 1930/1931, 1932/1933, 1933/1934, 1934/1935, 1936/1937[7][4]